# Pamela Cortes Bruna
Pamela Cortes Bruna, född 25 september 1976 i Östertälje i Södermanland, är en svensk skådespelare. Bosatt i Göteborg.
Pamela har en Bachelor degree från GITIS, The Russian Institute of Theatre Arts, Moscow Russia. (2002- 2006).

## Filmografi (urval)
- 2022 – Tisdagsklubben (Långfilm)
- 2020 – Pappas pojkar (TV-serie)
- 2020 – Om du visste (Kortfilm)
- 2018 – Sune vs Sune
- 2017 – Ted (Långfilm)
- 2017 – Triaden (Kortfilm)
- 2016 – 30 grader i februari (TV-serie)
- 2015 – En delad värld (TV-serie)
- 2014 – Open set (Gothenburg Film Studios)
- 2014 – Kommissarien och havet (TV-serie)
- 2013 – Molanders (TV-serie)
- 2013 – Fjällbackamorden: Vänner för livet (TV)
- 2013 – Fjällbackamorden: Ljusets Drottning (TV)
- 2013 – Fjällbackamorden: Havet ger, havet tar (TV)
- 2013 – Fjällbackamorden: I betraktarens öga (TV)
- 2013 – Fjällbackamorden: Strandridaren (TV)
- 2013 – Tyskungen (Långfilm)
- 2012 – Inbox (Kortfilm)
- 2008 – Sten för sten (Novellfilm)
- 2008 – Den krossade tanghästen
- 2006 – Vattenmelonen (Kortfilm)

## Teater i urval
- 2022 – Stortorget, Regi: Guillermo Calderon; Riksteatern/ Folkteatern
- 2021 – Leka är lag, Regi: Anna Ulén; Hallands Teater
- 2020 – Anna Odells Undersökningen; Göteborgs Filmfestival
- 2018 – Till varje pris, Regi: Adde Malmberg; Göteborgs Stadsteater
- 2016/2017 – En på miljonen, Regi: Daniel Rylander; Byteatern
- 2016 – Fadren, Regi: Andreas Boonstra; Göteborgs Stadsteater
- 2015 – Namn, Regi: Malin Holgersson; Backa Teater
- 2010 – Bergsprängardöttrar, Regi: Lo Kauppi; Riksteatern
- 2010 – Roflmaowtime, Regi: Malin Axelsson; Ung scen öst
- 2007-2009 – Brott och straff, Regi: Mattias Andersson; Backa Teater